# Visiera verde

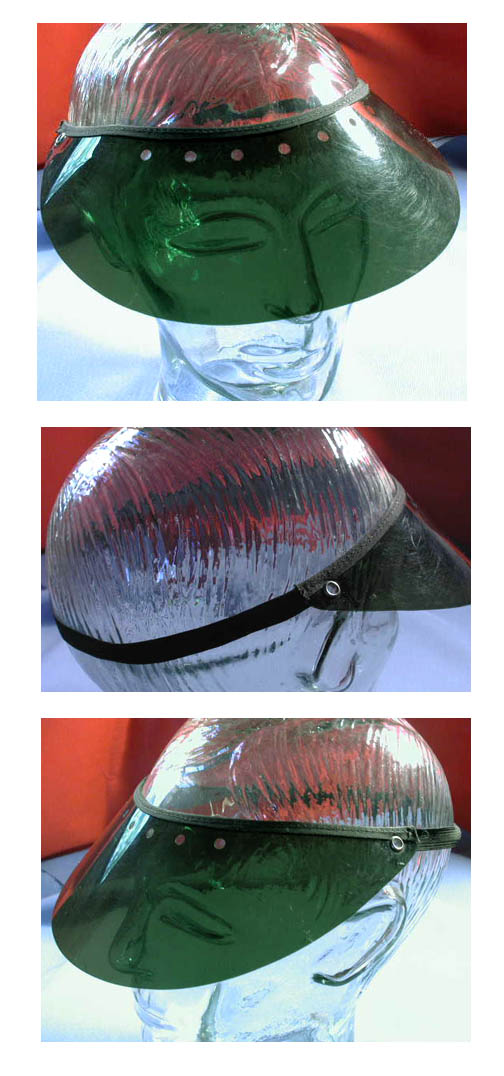
Visiere verdi

La visiera verde è un dispositivo di protezione individuale indossato come un cappello per ridurre l'affaticamento degli occhi dalla luce intensa.

## Storia
Fu molto impiegato tra la fine del XIX secolo e la metà del XX secolo da ragionieri, telegrafisti, redattori e altri impegnati in occupazioni ad alta intensità di visione, laddove l'uso delle candele e delle prime lampade a incandescenza era particolarmente intenso.
La classica lampada ministeriale o da banchiere era dotata di un paralume di vetro verde per motivi simili.
Tale dispositivo era spesso indossato da persone impegnate nella contabilità, nella revisione contabile, nell'economia e nel bilancio, tanto che è tuttora associato a tali attività.
Le visiere verdi erano spesso realizzate in celluloide trasparente di colore verde scuro o blu-verde, pur esistendo anche modelli in pelle e carta. Le visiere sono ancora vendute sul mercato, in genere come "visiere per croupier" e hanno un certo grado di popolarità nella comunità dei giochi d'azzardo.

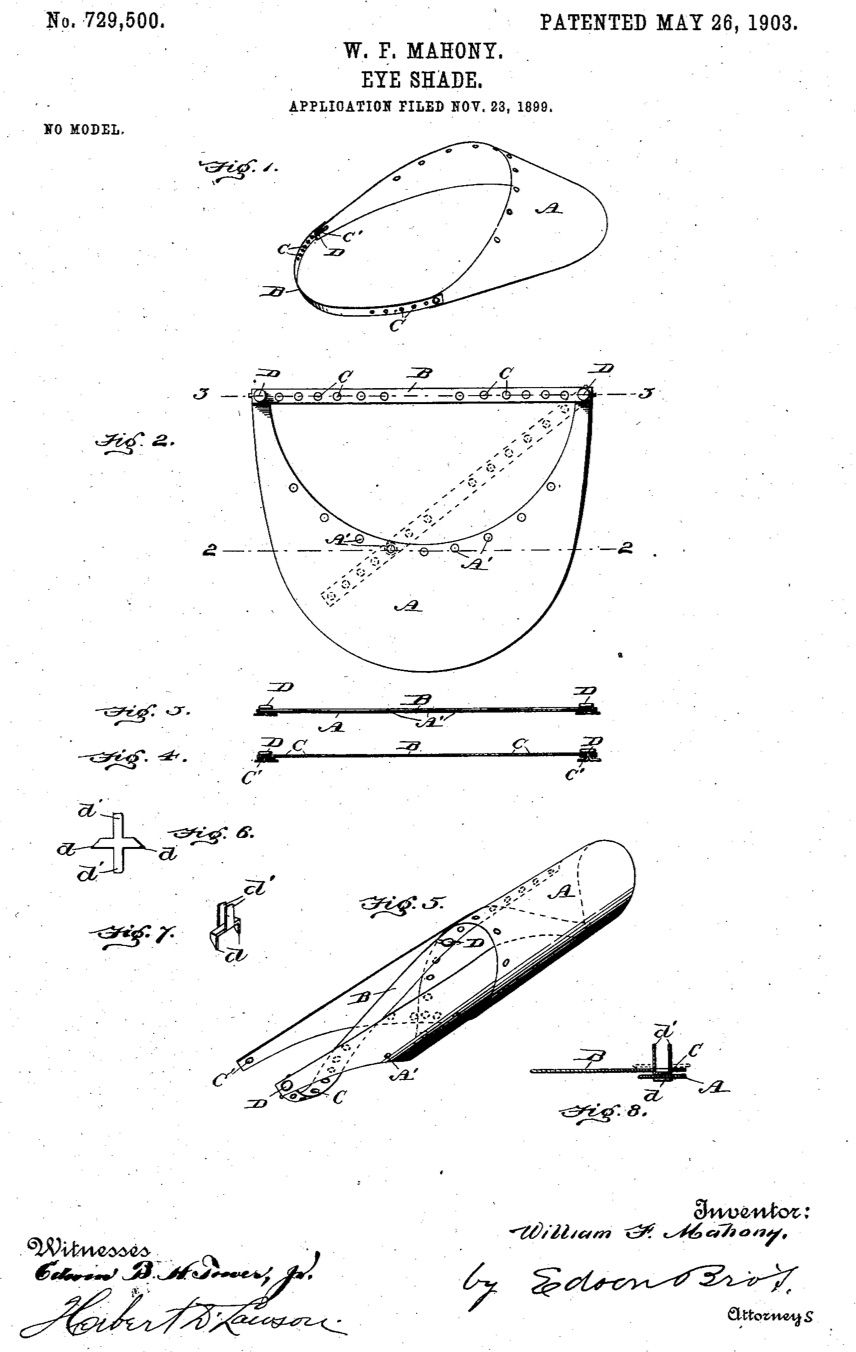
Brevetto per visiera verde di WF Mahony nel 1903.

Diverse persone, tra cui William Mahony, hanno ottenuto brevetti per il design delle loro visiere.

## Nella cultura di massa
Nel mondo anglosassone l'espressione "visiere verdi" (green eye-shades) può indicare persone eccessivamente impegnate di questioni finanziarie o eccessivamente puntigliose per piccoli ed insignificanti dettagli. Visiere verdi è ad esempio utilizzato per indicare i membri del Comitato del bilancio degli Stati Uniti.
Ogni anno la Society of Professional Journalists conferisce ai migliori giornalisti degli Stati Uniti meridionali il premio "Visiera verde per l'eccellenza nel giornalismo" (Green Eyeshade Excellence in Journalism Award).